# Données d'observations pour la reconnaissance et l'identification de la faune et de la flore subaquatiques
Données d'observations pour la reconnaissance et l'identification de la faune et de la flore subaquatiques (acronyme DORIS) est l'encyclopédie en ligne sur la faune et la flore subaquatiques de la Fédération française d'études et de sports sous-marins (FFESSM).
Tous les participants à ce projet (plus de 900 contributeurs actifs), sauf quelques exceptions, sont licenciés à la FFESSM. 

DORIS est « un projet collectif de la Commission Nationale Environnement et Biologie Subaquatiques (CNEBS) », qui fait partie de la FFESSM, issu d'une idée présentée par Vincent Maran. Le projet concerne tant les espèces marines que dulçaquicoles.

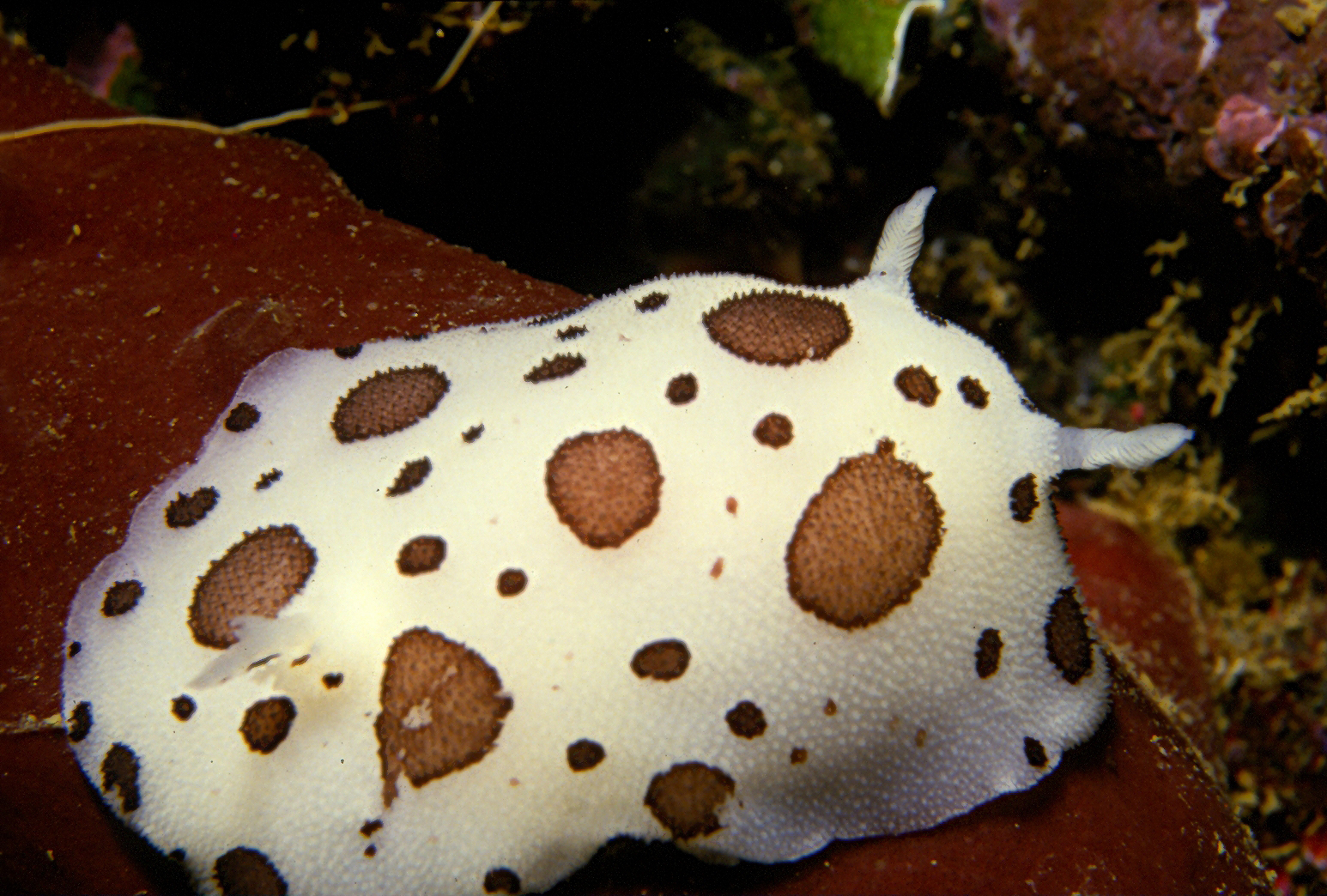
Le Doris dalmatien (Peltodoris atromaculata), nudibranche commun dans les eaux marines de France métropolitaine, apprécié des photographes sous-marins et symbole du projet.

## Histoire du site et de son projet
Le projet a véritablement commencé à la fin de l'année 2004, grâce notamment au travail de plusieurs « Commissions régionales biologie et environnement subaquatiques » et à un travail collaboratif entre des plongeurs biologistes et pratiquants de la photographie subaquatique.
Le nom DORIS fait référence aux nudibranches, espèces particulièrement appréciées par les plongeurs photographes. Le logo de DORIS représente un doris dalmatien.
DORIS contribue au projet et  à l'outil de sciences participatives CROMIS qui permet aux plongeurs de contribuer à une base de données d'observation naturaliste transmise au M.N.H.N (Muséum National d'Histoire Naturelle) et alimente l’inventaire national des espèces.

## Objectifs
Le projet vise à :
- faciliter l'identification de la faune et flore subaquatique rencontrée par les pratiquants de la plongée sous-marine, mais aussi par des naturalistes non-plongeurs. Pour cela les photographes sont invités à collaborer avec des biologistes et écologues, tout en essayant de  présenter des photos de tous les stades de vie et dimorphismes sexuels des espèces rencontrées dans le milieu aquatique, et présentant, tant que possible l'environnement marin et/ou dulcaquicole fréquenté par l'espèce ainsi que ses activités de « reproduction, nutrition, défense, activité nocturne », etc.[3] ;
- constituer une banque d'images et d’informations naturalistes consultables par les plongeurs et le grand public, et utilisables lors des formations organisées par la FFESSM. Ces photos et leurs légendes sont consultables mais protégées par un « copyright » (d'autres utilisations sont soumises à une demande et autorisation)[3] ;
- montrer au public et aux plongeurs la diversité du patrimoine maritime et subaquatique (des eaux douces, en carrière, etc.) par l'image et l'information écrite (qui font l'objet de procédures de vérifications et corrections par des pairs, ou scientifiques spécialisés quand cela est nécessaire)[6] ;
- alerter — le cas échéant — sur des menaces pesant sur ces espèces « et apporter toute précision permettant une prise en compte de la fragilité de notre environnement et de son évolution », les plongeurs étant souvent les mieux placés pour ce qui concerne l'observation de certains changements dans l'environnement marin ou les environnements saumâtres ou d'eau douce peu accessibles de la surface et des berges.